# 雷填
雷填，字原中，福建建寧縣（今屬建甌市）人。明朝政治人物。

## 生平
建文元年（1399年）己卯科福建鄉試第十二名舉人，建文二年（1400年）聯捷二甲第三十六名进士。授工科给事中，忠于职守。永乐年间，奉命镇守苏州、常州、松州三府。后巡按广西，有政绩。有《原中类稿》。

## 家族
雷填出身科舉世家，祖父雷機為元延祐五年進士，父雷燧為至正二十三年進士。兄雷伯珽，至正二十六年進士。